# Langelandsbroen
Langelandsbroen ist eine 771 Meter lange und 15,35 Meter breite Straßenbrücke in Dänemark, die die Ostseeinsel Langeland mit der kleinen Insel Siø, und damit über Tåsinge mit der Insel Fünen, verbindet. Langelandsbroen wurde zwischen 1960 und 1962 errichtet.